# كنكوني الشقيقة
كنكوني الشقيقة (بالملغاشية: Mahavavy-Kinkony) هي منطقة محمية تتكون بشكل رئيس من الغابات الجافة المتساقطة، والأراضي الرطبة، في الجزء الغربي من مدغشقر.

## طالِع أيضًا
- قائمة الحدائق الوطنية في مدغشقر

1. ↑  "معلومات عن كنكوني الشقيقة على موقع protectedplanet.net". protectedplanet.net. مؤرشف من الأصل في 2016-03-03.